# Viktor Smeds

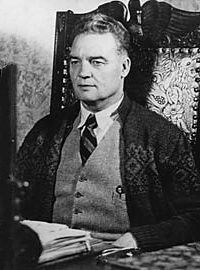
Imagem do Ginasta Finlandês Viktor Smeds

Viktor Smeds ( Petolahti, 18 de setembro de 1885 — Helsinki, 22 de fevereiro de 1957) foi um ginasta finlandês que competiu em provas de ginástica artística pela nação.
Smeds é o detentor de uma medalha olímpica, conquistada na edição de 1908, nos Jogos de Londres. Na ocasião, ao lado de outros 25 companheiros, conquistou a medalha de bronze, após ser superado pelas nações da Suécia, de Sven Landberg, medalhista de ouro, e Noruega, segunda colocada.